# Reeds
Reeds és una població dels Estats Units a l'estat de Missouri. Segons el cens del 2000 tenia 103 habitants.

## Demografia
Segons el cens del 2000, Reeds tenia 103 habitants, 39 habitatges, i 31 famílies. La densitat de població era de 265,1 habitants per km².
Dels 39 habitatges en un 33,3% hi vivien nens de menys de 18 anys, en un 64,1% hi vivien parelles casades, en un 10,3% dones solteres, i en un 20,5% no eren unitats familiars. En el 20,5% dels habitatges hi vivien persones soles el 7,7% de les quals corresponia a persones de 65 anys o més que vivien soles. El nombre mitjà de persones vivint en cada habitatge era de 2,64 i el nombre mitjà de persones que vivien en cada família era de 3,03.
Per edats la població es repartia de la següent manera: un 26,2% tenia menys de 18 anys, un 7,8% entre 18 i 24, un 31,1% entre 25 i 44, un 25,2% de 45 a 60 i un 9,7% 65 anys o més.
L'edat mediana era de 35 anys. Per cada 100 dones de 18 o més anys hi havia 100 homes.
La renda mediana per habitatge era de 25.625 $ i la renda mediana per família de 28.750 $. Els homes tenien una renda mediana de 28.571 $ mentre que les dones 23.750 $. La renda per capita de la població era de 18.279 $. Entorn del 13,8% de les famílies i l'11,6% de la població estaven per davall del llindar de pobresa.

## Poblacions més properes
El següent diagrama mostra les poblacions més properes.